# Usmiljeni bratje
Bolniški red sv. Janeza od Boga (latinsko Ordo Hospitalarius Sancti Ioannis de Deo; kratica O.H. ali F.B.F.) so rimokatoliški verski red, ustanovljen leta 1572. Red izvaja številne dejavnosti na področju zdravstvenih in družbenih storitev v 389 centrih in službah v 46 državah.